# مشهورات بی‌اعتبار
مشهورات بی اعتبار نام کتابی است از مهدی سیمایی که برگزیده دومین دوره جایزه ملی کتاب سال جوانان شد. این کتاب که به بحث و بررسی پیرامون احادیث جعلی و بیان نمونه‌های متعدد آن پرداخته‌است با روش متداول و مقبول غالب عالمان شیعی در طول تاریخ به ارزیابی روایات تاریخی می‌پردازد؛ به این گونه که سند و محتوا روایات به صورت همزمان بررسی شده‌است. دفتر اول کتاب حاضر که مربوط به «تاریخ و حدیث» است در پنج فصل منتشر شده‌است.

## ساختار و محتوا
کتاب حاضر که در پنج فصل تدوین شده به زدودن روائد بی فایده از سیمای نقلی شیعیان می‌پردازد. نویسنده این هدف را با استمداد از ادله نقلی و براهین عقلی محقق کرده‌است. فهرست این کتاب عبارت است از:
- فصل اول: روش ارزیابی و فهم حدیث
- فصل دوم: روایات تفسیری
- فصل سوم: روایات اعتقادی
- فصل چهارم: روایات تاریخی
- فصل پنجم: روایات عاشورا[۴]

## مقدمه
مهدی سیمایی در بخشی از مقدمه این کتاب چنین می‌نویسد:
برای همه آشنایان با فرهنگ شیعه روشن است که هیچ‌یک از حافظان و حاملان حدیث، دعوی قطعیت صدور تمام احادیث منقول و مکتوب در مجامع حدیثی خود را نکرده و راه را برای ارزیابی و اعتبارسنجی خبرگان حدیث و روایت باز گذاشته‌اند. همچنین روشن است که حتی به فرض صحت انتساب حدیثی به معصومان، گاه فهم آن نیاز به بررسی دقیق دارد و باید با به‌کارگیری علوم و فنون مختلف آن را مطلق، مقید یا محدود به شرایط زمانی و مکانی خاص و مانند آن معنا و تفسیر کرد.